# Textbuch 9
Das „Textbuch 9“ von Helmut Heißenbüttel entstand im Zeitraum von 1981 bis 1984 und erschien 1986 im Klett-Cotta-Verlag Stuttgart. Heißenbüttel dekliniert auf 75 Seiten, in drei Kapiteln mit 13 Texten von je 13 Sätzen, Wirklichkeitsmuster und Geschichten aus dem Alltag durch. Die auf dem Einband abgedruckte Überschrift, "Textbuch 9", wurde gestalterisch als optische Täuschung umgesetzt und bietet somit formal und semantisch den Einstieg in das Buch.

## Inhaltlicher Aufbau
Die Textsammlung ist in drei Kapitel unterteilt. Themengegenstände sind neben der Überflussgesellschaft, der Politik, dem Alltagsleben und der Erzeugung von Literatur auch die Sexualphantasien. Jeder Text kann als unabhängiger Text betrachtet werden, gleichzeitig stehen die Texte untereinander in einem Verhältnis, das man als ein spannendes Voranschreiten beschreiben kann. Durch das Durchdeklinieren der einzelnen Texte erzeugt der Autor ein hohes Maß an Variation und versucht so, den Leser in die Irre zu führen. Vor allem Situationen aus dem Alltagsleben werden zunächst beschrieben, dann durch das Voranbringen des Denkprozesses weiterentwickelt und schließlich zu einem teilweise unvorhergesehenen Ende gebracht. Somit zeigt sich jede Kurzgeschichte auch als Denkprozess und Entwicklungsgeschichte, als die Zuspitzung eines vorher ausgewählten Gedankenganges. Dabei werden auf der inhaltlichen Ebene oft Alltagsprozesse aus einer völlig neuen Sicht geschildert und wirken so für den Leser absurd, wie in dem Text "Das Gehinke der Ratte". Es zeigen sich Denk- und Verhaltensmuster, die auf vielerlei Situationen übertragbar scheinen.
Beispiel: „Abrüstungskonferenz“:
An diesem Beispiel wird deutlich, wie durch ständige Wiederholung von einzelnen Wörtern und Sätzen eine Komplexität im Textzusammenhang geschaffen wird, sodass sich in nur 13 Sätzen eine enorme inhaltliche Verworrenheit ergibt. Dies fordert vom Leser einen intensiven Lese- und Denkvorgang. Im Hinblick auf den Entstehungszeitraum der Texte lässt sich hier zum gewählten Beispiel „Abrüstungskonferenz“ auch ein zeitgeschichtlicher Hintergrund finden. Dieser wird inhaltlich hier von Heißenbüttel auf ein Minimum reduziert, behält aber gleichzeitig seine Brisanz und Kernaussagen. 

## Formaler Aufbau, sprachliche Gestaltung
Bei der formalen Betrachtung fällt schnell der Aufbau der drei Kapitel von je 13 Texten, bestehend aus je 13 Sätzen, auf. Dieser Aufbau, der durch die ständige Wiederkehr der Zahl 13 begleitet wird, gibt dem Textbuch 9 eine erste formale Grundstruktur vor, die wie ein Grundgerüst für alle enthaltenen Texte wirkt. Gleichzeitig muss gesagt werden, dass die Länge der einzelnen Texte, wenngleich sie alle aus je 13 Sätzen bestehen, höchst unterschiedlich ist. Die Affinität zur Zahl 13 findet sich bei Heißenbüttel ebenfalls an anderen Stellen wieder. Beim Betrachten der einzelnen Texte fällt ebenfalls auf, dass jeder der 13 Sätze nummeriert ist. Des Weiteren werden in den Texten einzelne Wörter, Wortfolgen oder ganze Sätze stellenweise wiederholt oder mehrfach verwendet. Besonders im Text "Die Zukunft des Sozialismus", verwendet Heißenbüttel diese formale sprachliche Besonderheit in jedem Satz. Dieses sprachliche Gestaltungsmittel wirkt zum Teil hervorhebend und weist teils auf die Dringlichkeit einer Aussage hin. In besonderen Fällen, wie beispielsweise im Text "Abrüstungskonferenz", scheint sich gar durch die gehäufte Wiederholung von Aussagefragmenten eine Eigendynamik zu entwickeln, die den Leser in den Entwicklungsprozess des Textes miteinbezieht. 

## Textübersicht
Kapitel 1

Der Zwischenfall im Institut für Psychohygiene

Kreuzkönig ergänzt

Das Ende einer Affäre

Botnanger Erzählungen

Das Gehinke der Ratte

Am Deich

Der Pastor der ein Hund war

Wenn ich den Wandrer frage

Veronica Sgrilla eine Legende

Tristan und Isolde ein Dialog

Der Mann der Hexe von Hänsel und Gretel

Vom Wesen der Literatur

Literatur als Therapie

Kapitel 2

Ursprung und Ende der Tradition

Getreue Diener ihrer Herrn

Der Gerechte muß viel leiden

Selbstentblößer aller Länder

Stufenweise Annäherung

Vom Verbrauch des Körpers

Die Versuchung des Heiligen Antonius

Il sueno de la razón

Versuch einer Rekonstruktion

Doppelte Doris

Abrüstungskonferenz

Wirtschaftspolitik

Die neue Zukunft des Sozialismus

Kapitel 3

Über einen Satz von Berthold Auerbach

Selbst als Bunuel

Kinseys Fliege

Klagend auf der Bühne des Weltgeschehens

Inselkrimi

Der Stoff den sich die Einbildung ausgedacht hat

Transzendenz

Alles was ich weiß

Autobiographie

Sehen ist vergessen den Namen des Dings das man sieht

Alexander Kluge und Paul Pörtner in Frankfurt

Der Fortgang der Entdeckung des Verborgenen

Versuch über die Wahrheit